# Metáfora

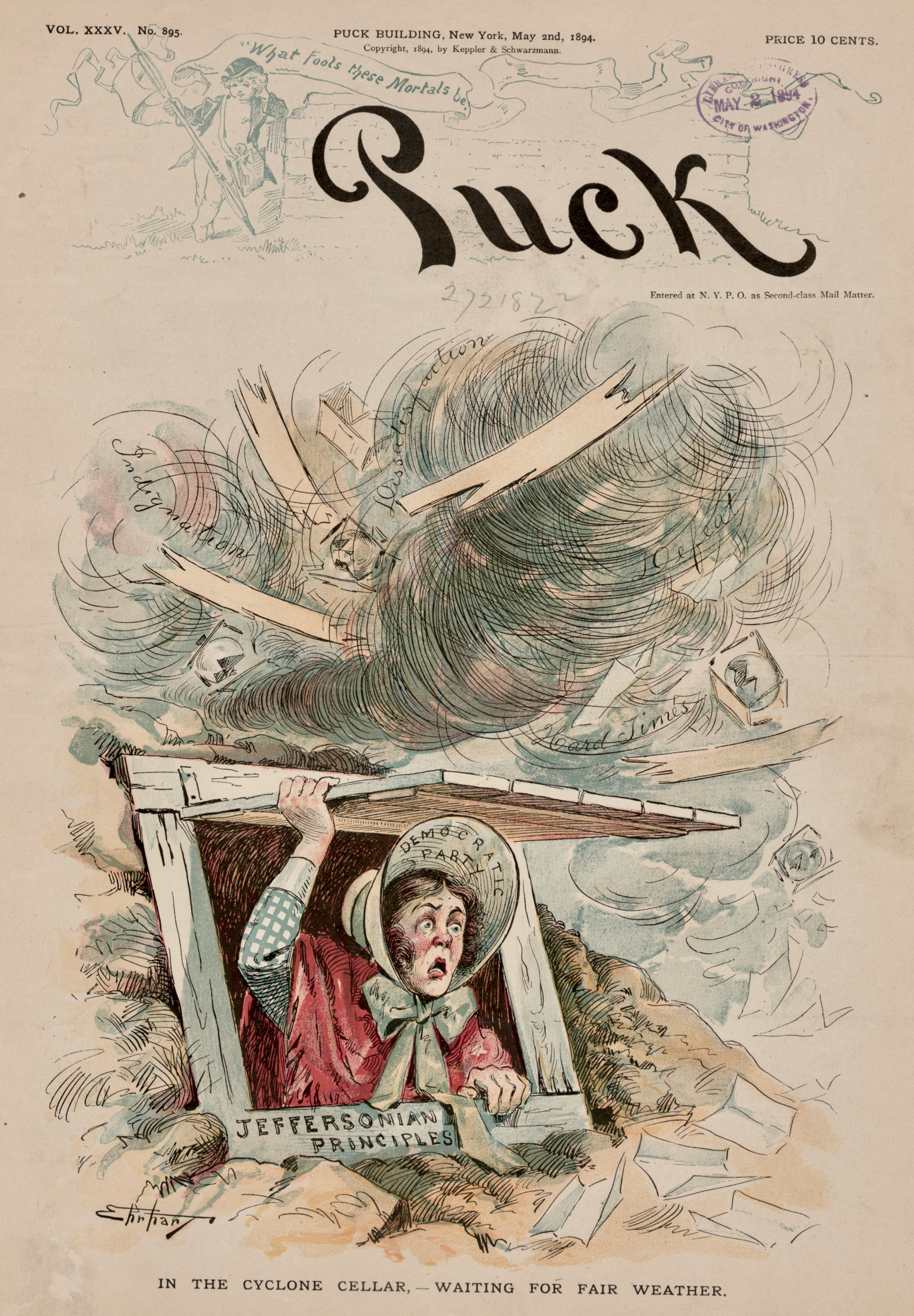
Caricatura política aparecida en la revista estadounidense Puck en 1894 del ilustrador S.D. Ehrhart en la que se muestra a una campesina, de nombre "Partido Demócrata", que se refugia de un tornado de cambio político.

La metáfora (del latín metaphŏra, tomado a su vez del griego μεταφορά; propiamente “traslado”, “desplazamiento”; derivado de metapheró “yo transporto”) es una figura literaria que se refiere directamente a una cosa mencionando otra,es decir, es el desplazamiento de significado entre dos términos con una finalidad práctica y estética. Metáfora significa literalmente "transferencia de significado". La metáfora es una de las figuras retóricas más importantes. 
En el campo de la Literatura, se la ha clasificado como un tropo o identificación de dos realidades que contienen alguna semejanza entre ellas. Por ejemplo, Miguel de Cervantes en el capítulo XIII de la primera parte de Don Quijote de la Mancha, construye la descripción de Dulcinea a partir de un conjunto de metáforas:

Que sus cabellos son de oro, su frente de campos elíseos, sus cejas arcos del cielo, sus ojos soles, sus mejillas rosas, sus labios corales, perlas sus dientes, alabastro su cuello, mármol su pecho, marfil sus manos, su blancura nieve (....)

Cada par de elementos comparten una semejanza que permite la idealización de la belleza de Dulcinea: ojos con soles, mejillas con rosas, labios con el color del coral, perlas con dientes, y la blancura de la piel se expresa mediante elementos como el mármol y la nieve. 
La metáfora consiste en un tipo de analogía o asociación entre elementos que comparten alguna similitud de significado para sustituir a uno por el otro en una misma estructura. Una metáfora expone dos cosas en conjunto que permiten la sugerencia a compararse e interpretarse como un solo concepto. Se encuentra básicamente en todos los campos del conocimiento, puesto que responde a convenciones semánticas dadas por una cultura, que están implícitas en el lenguaje. Al conjunto de metáforas en una misma estructura, se le nombra metáfora continuada o alegoría.
El término es importante tanto en teoría literaria (en la retórica tradicional donde define a un tropo de dicción, y también en estudios recientes que la ubican como elemento fundamental para entender el discurso narrativo bajo una perspectiva hermenéutica y fenomenológica); y en lingüística (donde es una de las principales causas de cambio semántico).

## La metáfora en teoría literaria
La Teoría literaria ha atribuido a Aristóteles los primeros estudios sobre la metáfora en su Arte Poética. Su Tratado dio pauta a la especialización del estudio de la metáfora en varias ramas del pensamiento y en la misma teoría literaria. Su acepción más reconocida es como tropo literario, es decir, un recurso estético que tiene que ver con la relación entre dos términos que producen cierta tensión en el significado de un poema.
Por otro lado, a lo largo de la historia, las reflexiones en la lingüística y la filosofía condujeron a un nuevo rumbo la abstracción de la metáfora. Solidando sus bases en un punto de vista hermenéutico, se convierte en un umbral que da acceso a comunicación sensible. El concepto no se delimita a la forma estructural de la poesía lírica, sino también comenzó a utilizarse en el discurso narrativo de ficción, pues se parte del punto de que los «mundos» expresados en la literatura no difieren del mundo tangible y los procesos sensibles comunicados por la metáfora conectan a ambos mundos. Metáfora ya no fue delimitado a un recurso estético en la estructura formal de dos palabras, sino que adquirió un sentido simbólico que estructura a diversas partes de un discurso, gracias a su cualidad para expresar nuevos significados tanto conceptuales como sensoriales implícitos en las frases descriptivas.

### La definición aristotélica de la metáfora (s. IV a.C.)
De Aristóteles proviene la primera definición teórica sobre la metáfora. El concepto aristotélico de  Metáfora es la siguiente: «Metáfora es transferencia de un nombre de una cosa a otra». Metáfora se entendía como una sustitución de un nombre por otro.
Aristóteles llama nombre a cada objeto y con respecto a sus cualidades o aspectos propios los clasifica en dos categorías o paradigmas: el primero corresponde a los nombres de género y el segundo a nombres de especie. También distingue entre un lenguaje común y un lenguaje estético y metafórico. El común sugiere que cada nombre sea combinado con estructuras pertenecientes a su misma categoría: los nombres de especie son conjugados y estructurados con términos correspondientes a su mismo grupo. Y los nombres de género también.
Un poeta, siendo capaz de observar las semejanzas entre nombres que no pertenecen al mismo grupo, hace movimientos o transferencias que dotan al lenguaje común en lenguaje metafórico.
La transferencia de sentido puede darse de cuatro formas:
1. De especie a especie
2. De la especie al género
3. Del género a la especie
4. Metáfora por analogía

A partir de esa clasificación semántica de las cosas, se expresa una forma matemática para sustituirlos; mostrando que el resultado es una metáfora, un resultado con un nuevo significado estético o bello. «Aristóteles define a la metáfora como un doble mecanismo metonímico de cuatro términos, el segundo mantiene la misma relación que el cuarto con el tercero: B es a A, lo que D es a C; la vejez es a la vida lo que el atardecer es al día. Entre vejez y vida se da la relación metonímica, y el desplazamiento analógico se funda en la continuidad».
Además, considera una relación intrínseca entre poética y moralidad:
«Es sobre todo lo demás importante el saberse servir de las metáforas, que en verdad, esto solo no se puede aprender de otro, y es índice de natural bien nacido, porque la buena y la bella metáfora es contemplación de semejanzas»

### La tradición posterior aristotélica
La tradición que continuó a Aristóteles, enfocó su atención en el carácter antes mencionado por el filósofo, donde metáfora pertenece a la transferencia o sustitución de un sintagma dentro de sus paradigmas, con el fin de desarrollar semejanzas entre dos términos en un lenguaje lírico. La metáfora jugó un papel muy importante en la poesía a partir del Barroco. (Véase Conceptismo y Culteranismo). Hasta el siglo XVIII, a partir de César Chesneau Dumarsais, con su tratado sobre los tropos (Traité des tropes) 1730, la percepción acerca de la metáfora evolucionó hacia un criterio sintagmático, constituyéndose como un tropo, un producto de la unión de la combinación de términos.
La concepción de la metáfora como un proceso de sustitución cambia a finales del siglo XVIII, con los estudios de Ivor Armstrong Richards y de William Empson, que reemplazan el carácter de sustitución por el de la interacción de significados, pues ellos consideran que el origen de la metáfora está en el pensamiento y no en la palabra, de modo que al combinarse esos rasgos, producen una significación más compleja que por separado.

## La metáfora como figura retórica
La metáfora es una [figura retórica] que consiste en denominar, describir o calificar una palabra a través de su pensamiento o idea con otra palabra, por lo tanto se clasifica dentro de los tropos. Consta, pues, de tres elementos:
- El tenor o término real es aquello de lo que en realidad se habla;
- El vehículo o término imaginario es algo que se asemeja al término real;
- El fundamento es la semejanza entre el tenor y el vehículo.

Así, en la predicación metafórica «Tus ojos son el mar», el sintagma los ojos es el tenor; el mar es el vehículo y el fundamento es el color azul oscuro de los ojos,como decirle que lindos ojos tienes.
La metáfora se diferencia de la comparación o símil (que también asocia dos términos en función de su semejanza) porque en vez de relacionar dichos términos mediante verbos que indican semejanza («Tus ojos se parecen al mar») u oraciones comparativas («Tus ojos como el mar»), los une sólo mediante el verbo ser («Tus ojos son el mar») o convirtiendo uno de los términos en complemento del nombre («El mar de tus ojos») o aposición («Tus ojos, el mar») del otro. Es decir, una comparación establece que A es como B; una metáfora dice que A es B o sustituye B por A. La metáfora afirma que los dos objetos de comparación son idénticos, y la comparación establece una similitud. Dado que esta diferencia es formal, muchos teóricos posteriores a esa definición,optan por tratar la comparación (o símil) y la metáfora como un único fenómeno, denominado a veces imagen.
La metáfora en la que aparecen ambos términos se denomina metáfora explícita. Cuando el término real no aparece, se la denomina metáfora implícita («Los lagos de tu rostro»).
Al expresar algo a partir de otra cosa, se establece (o se llega a descubrir) una correspondencia (la semejanza)
entre los términos identificados. Esta puede ser trivial o resultar sorprendente, en cuyo caso las palabras que expresan el término imaginario adquieren resonancias inesperadas. A lo largo de la historia de la literatura, se observa una progresión en la semejanza, que en un primer momento se refiere a aspectos sensibles como la forma y el color, pero va volviéndose más abstracta, hasta alcanzar un caso límite (la imagen visionaria) en que lo único que resulta semejante entre el término real y el imaginario es la emoción que ambos suscitan en el poeta.

## La metáfora como símbolo. El grupo "M"
En la Retórica general (1970), metáfora es una modificación del sentido de elementos no lingüísticos que se comparan: los semas o unidades mínimas de significación comunes entre dos signos (no necesariamente lingüísticos) entran en contacto. Consideran a la metáfora un símbolo, por lo cual implica una correlación entre la imagen y la cultura, una visión semiótica. En otras palabras, el grupo "M" buscó una explicación de la metáfora a partir de elementos mínimos de significación, «semas», que al interactuar los de una estructura con los de la otra estructura en una "intersección", producen un nuevo significado: un ejemplo, en palabras de Helena Beristáin, es el verso de Pablo Neruda: «En la cadera clara de la costa». En la interacción entre el sustantivo «cadera clara» y el genitivo «de la costa», hay un "excedente de sentido" entre semas comunes: la línea clara de la piel humana y la línea clara del litoral de la tierra. Además, los semas no comunes («ser humano» y «costa») permiten apreciar una metáfora especial, denominada «sensibilizadora», pues dota de características humanas a algo que no lo es; lo que tradicionalmente se había denominado prosopopeya.

## La metáfora viva
La metáfora viva (1975) se fundamenta en la epistemología de Husserl, y en la semántica de Emile Benveniste. Es un método de interpretación compuesto por ocho estudios donde Paul Ricoeur  defiende el carácter hermenéutico de la metáfora, anteriormente propuesto por Friedrich Nietzsche y José Ortega y Gasset. Dota a la metáfora de la condición para describir la realidad mediante un lenguaje simbólico y por ende, prístino. No obstante, sus textos bajo una concepción filosófica y lingüística, establecen interconexiones con los estudios literarios del siglo XX, ubicando a la metáfora como un primer nivel conceptual dentro del discurso. Ricoeur toma como unidad mínima de significación conceptual a la frase, pero no descarta como forma también a la palabra.
En este libro introduce el concepto de metáfora viva. El valor primordial de la metáfora no reside en ser ornamental, sino que ofrece nuevos niveles de información, por medio de una metáfora planteada en un texto, más allá de los significados que puede tener en un primer nivel, corresponde en paralelo a acciones humanas. Ante este punto de vista, los mundos expresados en la literatura no difieren del mundo humano y la metáfora juega el papel de «activar» ese recuerdo por medio de instantes reflejados en semas que reconstruyen percepciones y conceptos, que se encadenan en la construcción de un mensaje más amplio. Los teóricos literarios han utilizado este concepto para el análisis hermenéutico de textos poéticos. Se estudia un discurso desde un punto de vista estructuralista; es decir, partiendo de la metáfora-frase como unidad primera de significación conceptual de una estructura mayor, con intenciones literarias.
La metáfora no solo se percibe como un elemento con resonancias con el pensamiento humano en que se escribe el texto, sino también con las demás metáforas y estructuras que completan el poema.

## La metáfora icónica, la narratividad metafórica
Luz Aurora Pimentel, retoma como antecedente la metáfora viva de Paul Ricoeur aplicada a la teoría literaria de los textos de ficción y enfoca su estudio en el discurso narrativo. La metáfora es una estructura que revela su carácter de abstracción al pensarse desde varios niveles.
A diferencia de Ricoeur que ubicaba un carácter simbólico en la metáfora, reconoce su valor icónico dentro del discurso ficcional, como una significación sintética y simultánea, una tensión entre dos contextos que produce el placer estético y que reconstruye espacios dentro del discurso, no solo inteligibles, sino sensibles.

## La metáfora en lingüística
La metáfora es una de las vías de cambio semántico más comunes. A menudo el uso metafórico de alguna palabra coexiste con el literal hasta adquirir rango propio: la falda de la montaña recibe este nombre por su parecido con las faldas, las patas de los muebles por las patas de los animales, el ratón del ordenador por el pequeño mamífero roedor, etc.

## La metáfora en lingüística cognitiva
Según la perspectiva desarrollada por Lakoff y Johnson dentro de la lingüística cognitiva, la metáfora es un mecanismo de la cognición humana que permite entender y experimentar un tipo de cosas en términos de otra, es decir, la metáfora permite manejar conceptos abstractos y complejos mediante otros más concretos y sencillos. 

### Metáforas conceptuales
Un ejemplo común, recogido en Cuenca (2007), está en el concepto de ideas, el cual manejamos en términos asociados al concepto alimentos: LAS IDEAS SON ALIMENTOS corresponde a la metáfora conceptual que sistematiza expresiones metafóricas como No me trago eso que dices, El tema es difícil de digerir, ¿metáforas? ¿con qué se comen?, entre otras. De acuerdo con Lakoff y Johnson, la estructura interna de la metáfora contiene un dominio origen, el cual presta sus conceptos, y un dominio destino, en el que se superponen los conceptos prestados. En la metáfora conceptual LAS IDEAS SON ALIMENTOS, el dominio origen es ALIMENTOS, mientras que IDEAS el dominio destino.
Los dominios origen y destino se enlazan mediante el establecimiento de correspondencias ontológicas y correspondencias epistémicas. Las correspondencias ontológicas vinculan porciones de ambos dominios, en el caso de la metáfora mencionada IDEAS corresponde a ALIMENTOS, DIGERIR corresponde a COMPRENDER. Las correspondencias epistémicas «expresa[n] las intuiciones que extraemos del dominio origen para razonar sobre el dominio destino» (Cuenca, 2007, p. 102), en este caso, si los alimentos nutren el cuerpo, las ideas nutrirían la mente. 
Otras metáforas conceptuales, presentadas por Lakoff y Johnson (1995) y Cuenca (2007), son:
- UNA DISCUSIÓN ES UNA GUERRA: Ej.  Tus argumentos son indefendibles.
- LAS TEORÍAS SON EDIFICIOS: Ej. Su tesis se construye sobre cimientos débiles.
- EL AMOR ES UNA GUERRA: Ej. No dejaré de pelear por su amor.
- EL TIEMPO ES ALGO VALIOSO: Ej. No desperdicies tu tiempo.

### Metáforas orientacionales
De acuerdo con Lakoff y Johnson (1995), son otro tipo de metáforas en las que no se estructura un concepto en términos de otro, la mayoría se relacionan con orientaciones espaciales arriba-abajo, dentro-fuera, delante-detrás, central-periférico; el funcionamiento de estas metáforas se basa en la experiencia física y cultural de los individuos. Por ejemplo, en español existen las siguientes relaciones:
- FELIZ ES ARRIBA, TRISTE ES ABAJO: Ej. levantar el ánimo, estar deprimido.
- MÁS ES ARRIBA, MENOS ES ABAJO: Ej. el precio es muy elevado, el desempleo va a la baja.
- UNA CONDICIÓN SOCIAL FAVORABLE ES ARRIBA, UNA CONDICIÓN SOCIAL DESFAVORABLE ES ABAJO: Ej. Lo más bajo de la sociedad, Está escalando en las clases sociales.

### Metáforas de imagen
Son otro tipo de metáforas, “son metáforas concretas que proyectan la estructura esquemática de una imagen sobre la de otra” (Cuenca, 2007, p. 104). Algunos ejemplos sencillos son Italia es una bota, El ratón de la computadora o La boca del río.